# 道徳駅
道徳駅（どうとくえき）は、愛知県名古屋市南区豊田一丁目にある名古屋鉄道常滑線の駅。駅番号はTA02。駅集中管理システムを導入している無人駅である。

## 歴史
- 1912年（明治45年）2月18日 - 愛知電気鉄道の駅として開業。
- 1935年（昭和10年）8月1日 - 愛知電気鉄道が名岐鉄道と合併、名古屋鉄道の駅となる。
- 1944年（昭和19年） - 休止。
- 1945年（昭和20年）5月17日 - 空襲により駅舎被災[2]。
- 1949年（昭和24年）10月1日 - 復活[3]。
- 1980年（昭和55年）12月25日 - 橋上新駅舎完成[4]。
- 1983年（昭和58年）8月7日 - 下り線（太田川方面）高架化[5]。
- 1984年（昭和59年）11月3日 - 上り線（神宮前方面）高架化[6]。
- 1987年（昭和62年）5月 - 自動改札機設置[7]。
- 2005年（平成17年）1月15日 - トランパス対応化工事竣工。駅集中管理システム導入に伴い無人化[3]。
- 2007年（平成19年）3月21日 - バリアフリー化。エレベーター使用開始。
- 2011年（平成23年）2月11日 - ICカード乗車券「manaca」供用開始。
- 2012年（平成24年）2月29日 - トランパス供用終了。

## 駅構造
有効長6両編成対応の相対式ホーム2面2線を有する高架駅で、かつては有人駅であったが、2005年1月15日に駅集中管理システム（管理駅は神宮前駅）による駅員無配置駅となった。現在は普通列車のみ停車する駅だが、かつては名古屋方面に向かう急行が特別停車していた時期があった。
| 番線 | 路線      | 方向 | 行先                         |
| ---- | --------- | ---- | ---------------------------- |
| 1    | TA 常滑線 | 下り | 中部国際空港・河和・内海方面 |
| 2    | TA 常滑線 | 上り | 金山・名鉄名古屋方面         |

改札口は1箇所。自動券売機（継続manaca定期乗車券の購入も可能ではあるが、支払方法は現金に限られる）1台、自動改札機3基、自動精算機（ICカードのチャージ等も可能）1台を備える。

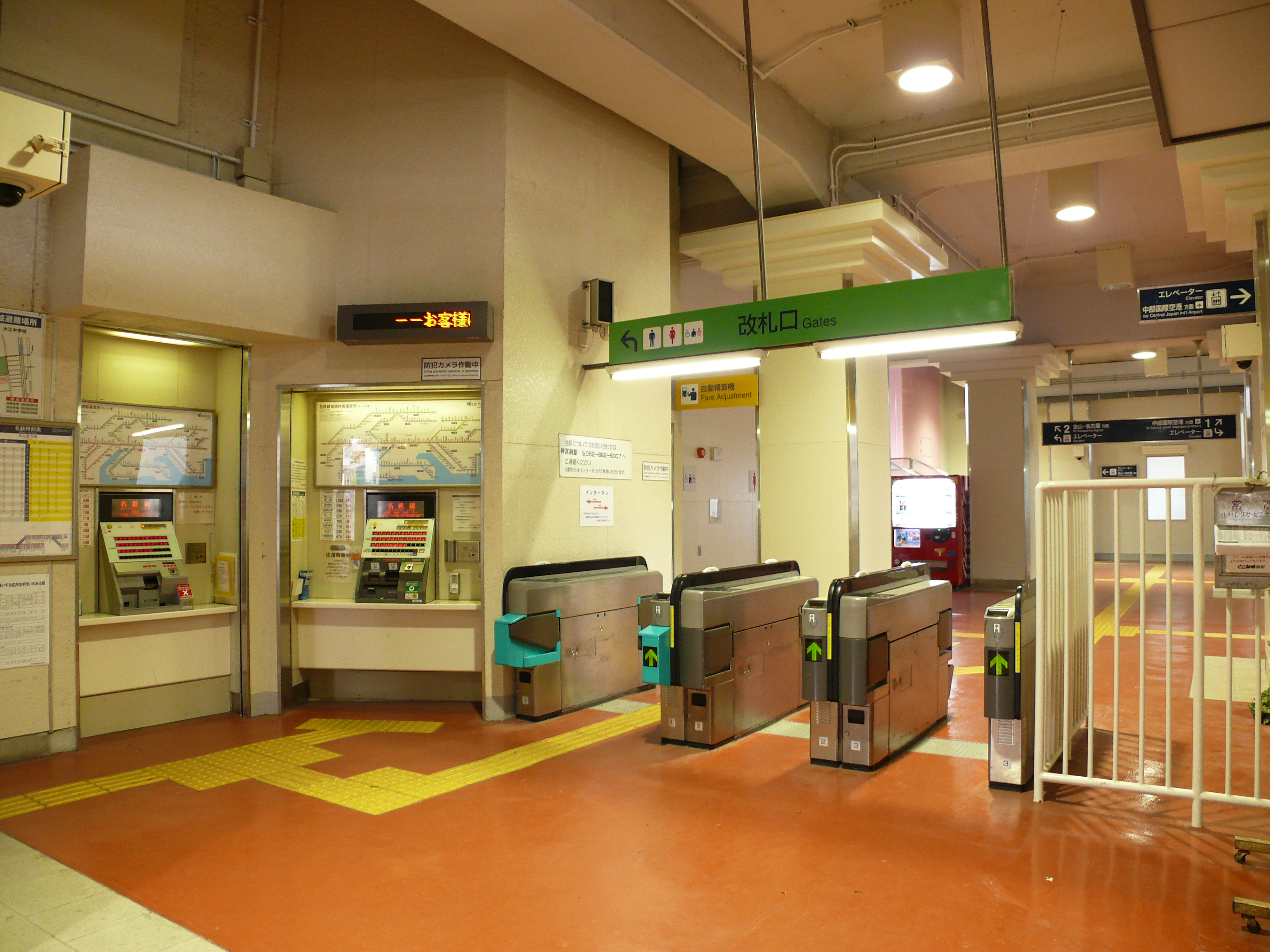
改札口（2007年5月）
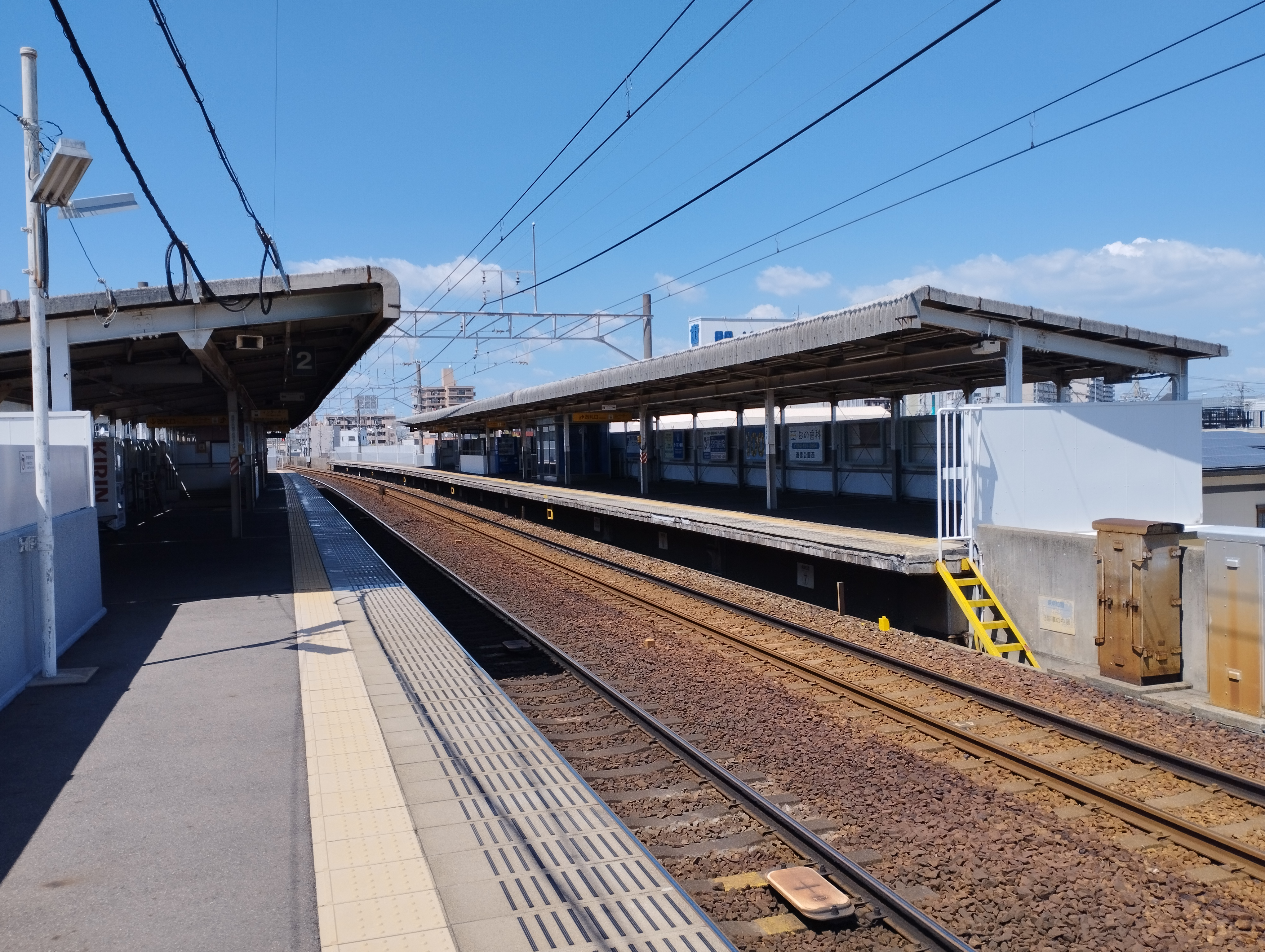
ホーム
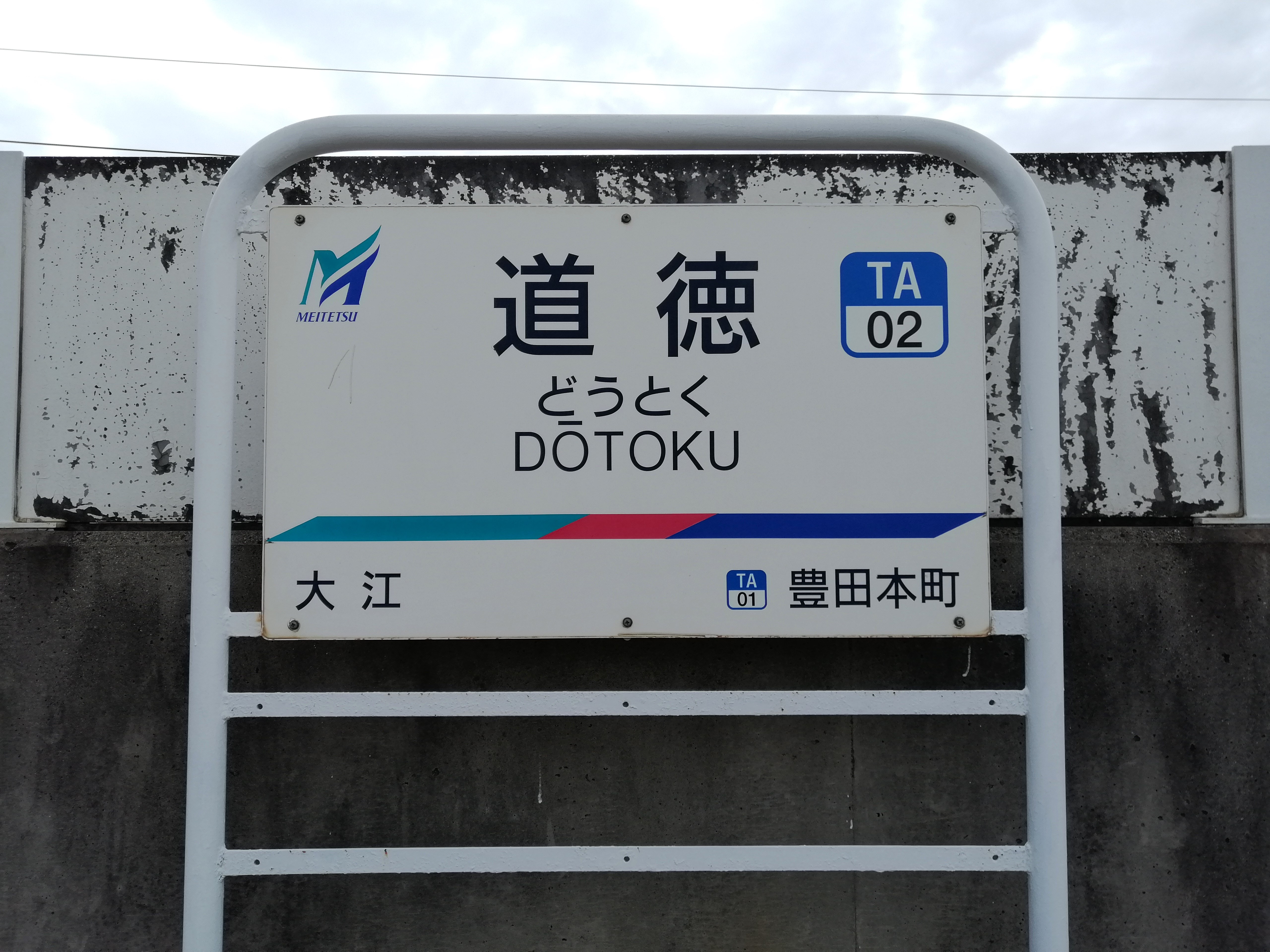
駅名標

### 配線図
| ← 神宮前・ 名古屋方面 | 道徳駅 構内配線略図 | → 太田川・ 常滑方面 |
| 凡例 出典:            |                     |                     |

## 利用状況
- 「移動等円滑化取組報告書」によれば、2020年度の1日平均乗降人員は4,909人である[11]。
- 『名鉄120年：近20年のあゆみ』によると2013年度当時の1日平均乗降人員は5,262人であり、この値は名鉄全駅（275駅）中81位、常滑線・空港線・築港線（26駅）中13位であった[12]。
- 『名古屋鉄道百年史』によると1992年度当時の1日平均乗降人員は7,040人であり、この値は岐阜市内線均一運賃区間内各駅（岐阜市内線・田神線・美濃町線徹明町駅 - 琴塚駅間）を除く名鉄全駅（342駅）中63位、常滑線・築港線（24駅）中7位であった[13]。
- 名古屋市の統計によると、2019年度の1日平均乗車人員は2,897人である。

## 駅周辺

### 主な施設
- 名古屋市立道徳小学校
- 名古屋市立大江中学校
- 名古屋市立豊田小学校
- 道徳銀座商店街
- 名古屋道徳本町郵便局
- 名古屋道徳通郵便局
- 名古屋南陽通郵便局
- あいち銀行道徳支店
- 知多信用金庫名古屋南支店
- アピタ名古屋南店
- ビバモール名古屋南
  - 平和堂 ビバモール名古屋南店
  - スーパービバホーム 名古屋南店
- アオキスーパー 木場店
- カネスエ 木場店
  - セリア カネスエ木場店
- ラ・ムー 木場店
- 道徳公園
- JCHO中京病院
- 名南病院
- 国道247号
- 東海通（名古屋市道東海橋線）

### 路線バス
- 市バス「道徳駅」停留所：神宮15系統（神宮東門 - 鳴尾車庫）が停車。
- 市バス「氷室」停留所：名港16系統（なごや港 - 地下鉄鳴子北）が停車。駅から徒歩で6分程度に位置する。

## 隣の駅
名古屋鉄道
TA 常滑線
□ミュースカイ・■特急・□快速急行・■急行・■準急
通過
■普通
豊田本町駅（TA01） - 道徳駅（TA02） - 大江駅（TA03）
※ かつては当駅 - 大江駅間に山崎川駅（貨物駅、1972年廃止）が存在した。